# RailAdventure
RailAdventure GmbH (VKM RADVE) je německý železniční dopravce, který vznikl v roce 2010. Firma se zabývá především organizací zkušebních jízd a přepravami vozidel pro železniční průmysl. Společnost patří mezi lídry trhu v oblasti těchto speciálních přeprav.

## Historie
Počátky firmy se vážou s organizací zkušební jízdy lokomotivy Taurus č. 1216.050, při které bylo 2. září 2006 dosaženo rychlosti 357 km/h, což byl světový rychlostní rekord klasické lokomotivy. V roce 2010 pak tyto aktivity vedly k založení společnosti.

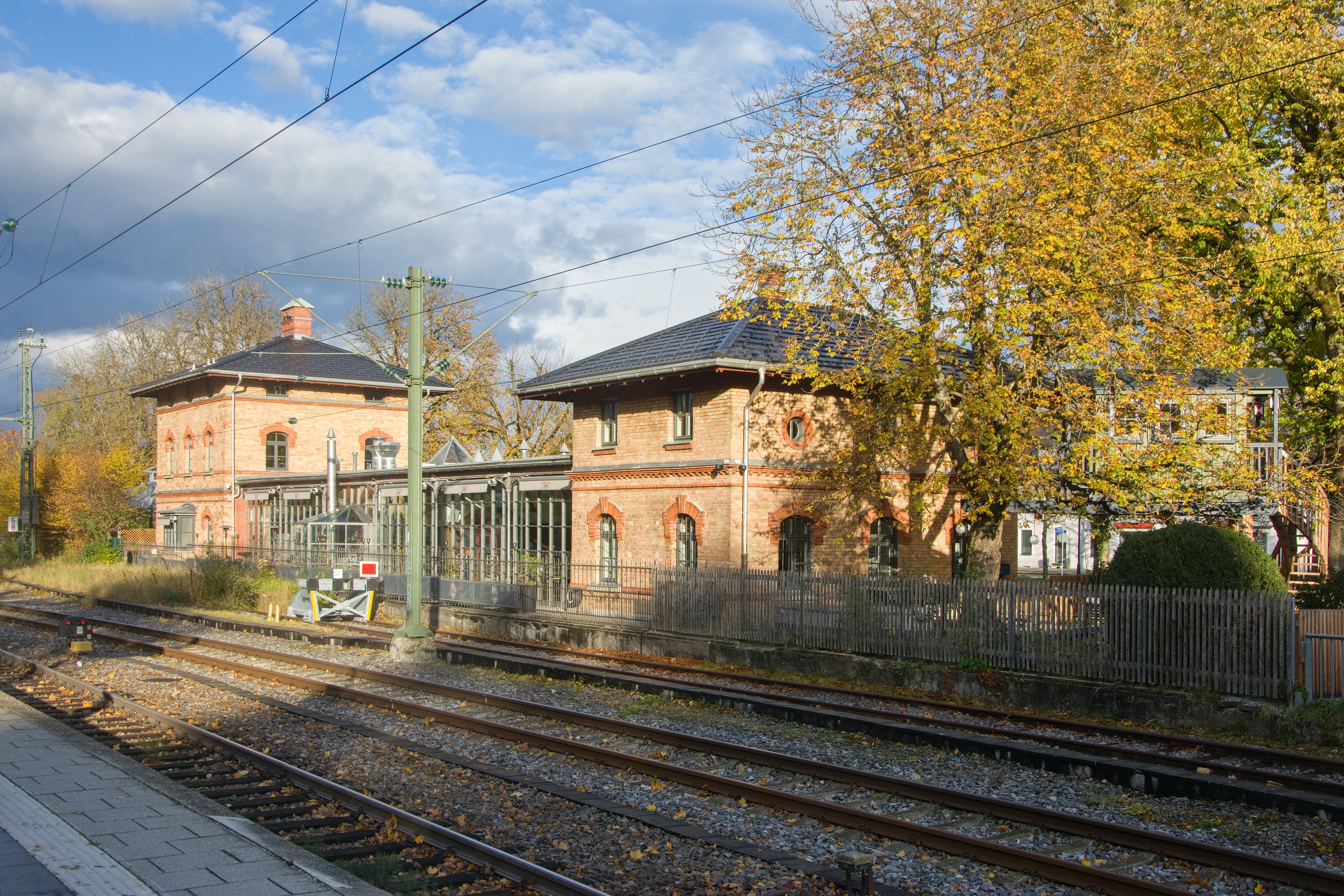
Nádražní budova Grosshesselohe Isartalbahnhof je sídlem společnosti

V květnu 2021 společnost ohlásila převzetí majority v nizozemském dopravci Railexperts. 25. července 2022 firma převzala kontrolu nad britskou společností SLC Operations, která 9. srpna 2022 změnila své jméno na RailAdventure UK. Společnost rovněž vstoupila do francouzské firmy Trackfer, která změnila k 1. listopadu 2023 název na RailAdventure France.
V roce 2021 odkoupila někdejší nádražní budovu stanice Großhesselohe Isartalbahnhof, kam přesunula své sídlo a kde rovněž provozuje minipivovar Isartaler Bahnhofsbräu.

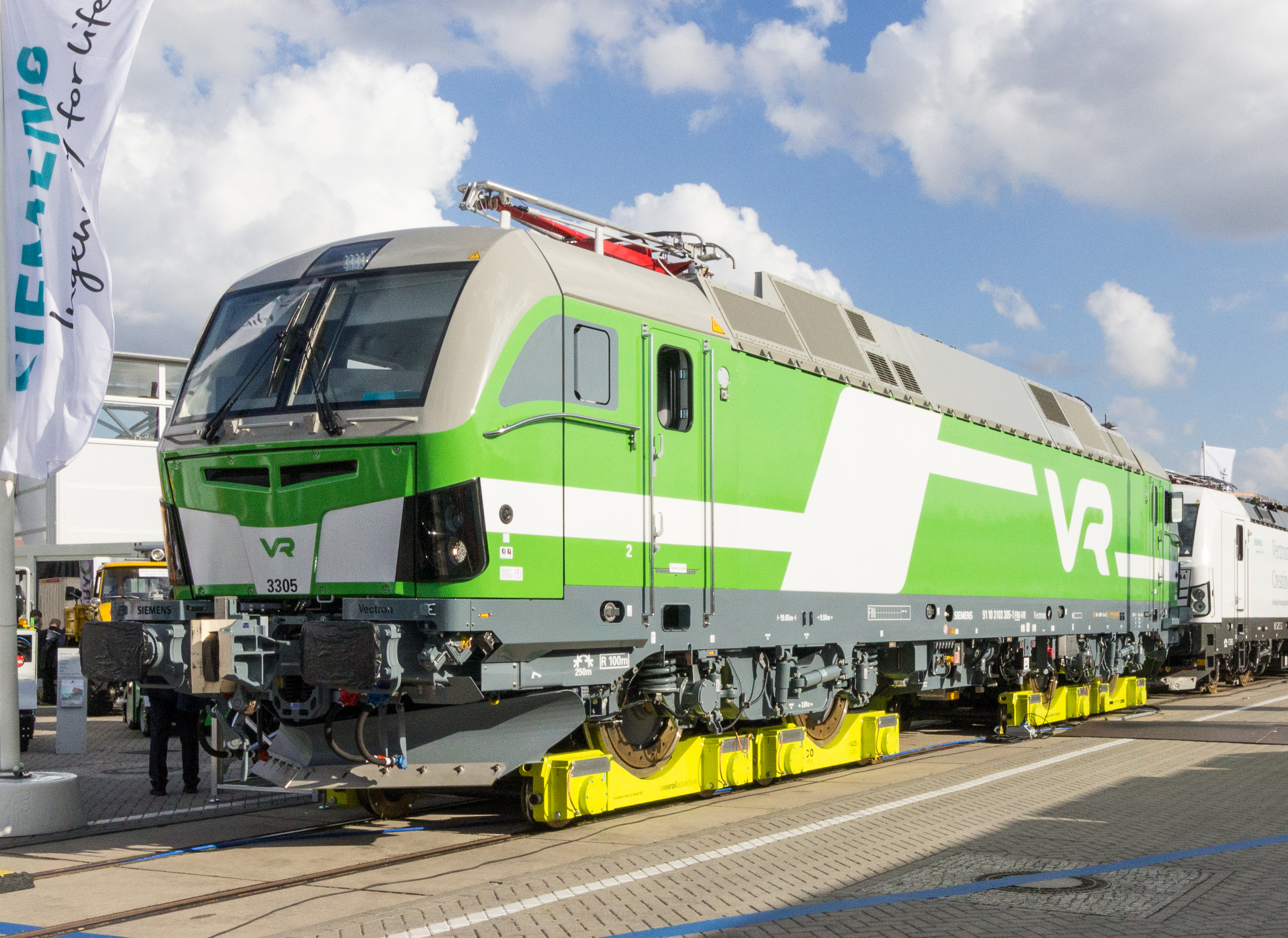
Širokorozchodný Vectron na podvozcích Loco Buggy

## Činnost společnosti
Pro svojí činnost společnosti využívá flotilu vlastních lokomotiv, dále pak spojovací a brzdicí vozy. RailAdventure rovněž vlastní luxusní panoramatický osobní vůz nazvaný Luxon. Firma provozuje železniční depo nazvané Zughotel, které navazuje na stanici Braunschweig Hauptbahnhof.
Využívá rovněž vlastní systém přepravních podvozků Loco Buggy, na kterých je možné po kolejích s rozchodem 1435 mm přepravovat vozidla jiných rozchodů. Jejich využití je možné také pro přepravu poškozených vozidel normálního rozchodu, které nejsou schopny přepravy na vlastních kolech.

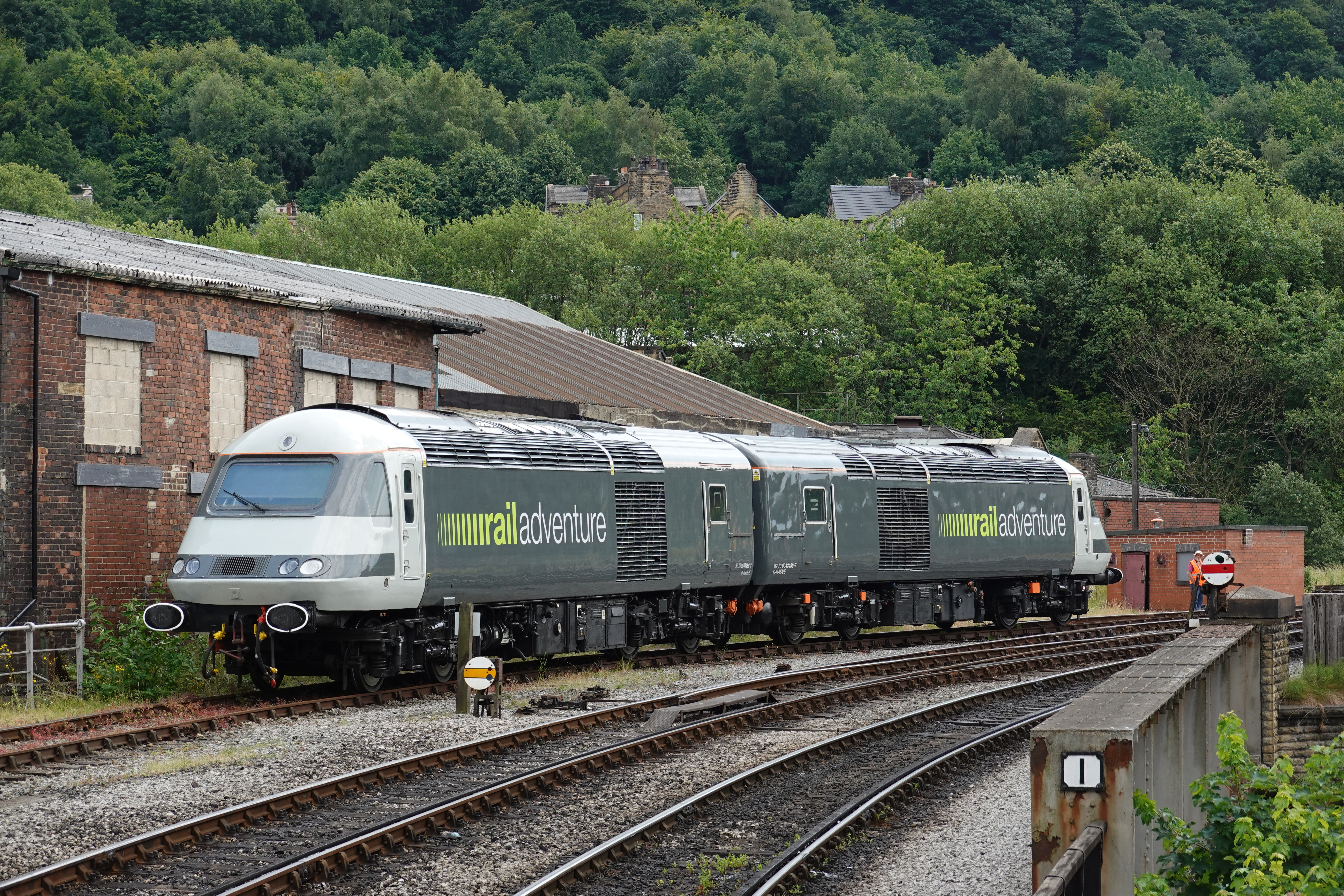
Lokomotivy řady 43 RailAdventure UK

## Lokomotivy
Aby se společnost nedostala do konfliktu se zájmy svých zákazníků, kteří produkují moderní lokomotivy, soustředila se na získávání starších lokomotiv pro svoje potřeby. Pro provoz v Německu tak používá především starší elektrické lokomotivy řady 111 (č. 029, 082, 210, 215 a 222) a jednu lokomotivu řady 139 (139 558). Pro přepravy ve Švýcarsku pak stroje Re 6/6 (č. 11603 a 11604). Pro posun používá třínápravovou motorovou lokomotivu 365 221. Pro provoz ve Velké Británii RailAdventure zakoupil šest dvojic hlavových motorových lokomotiv z jednotek InterCity 125 vyrobených v roce 1976.

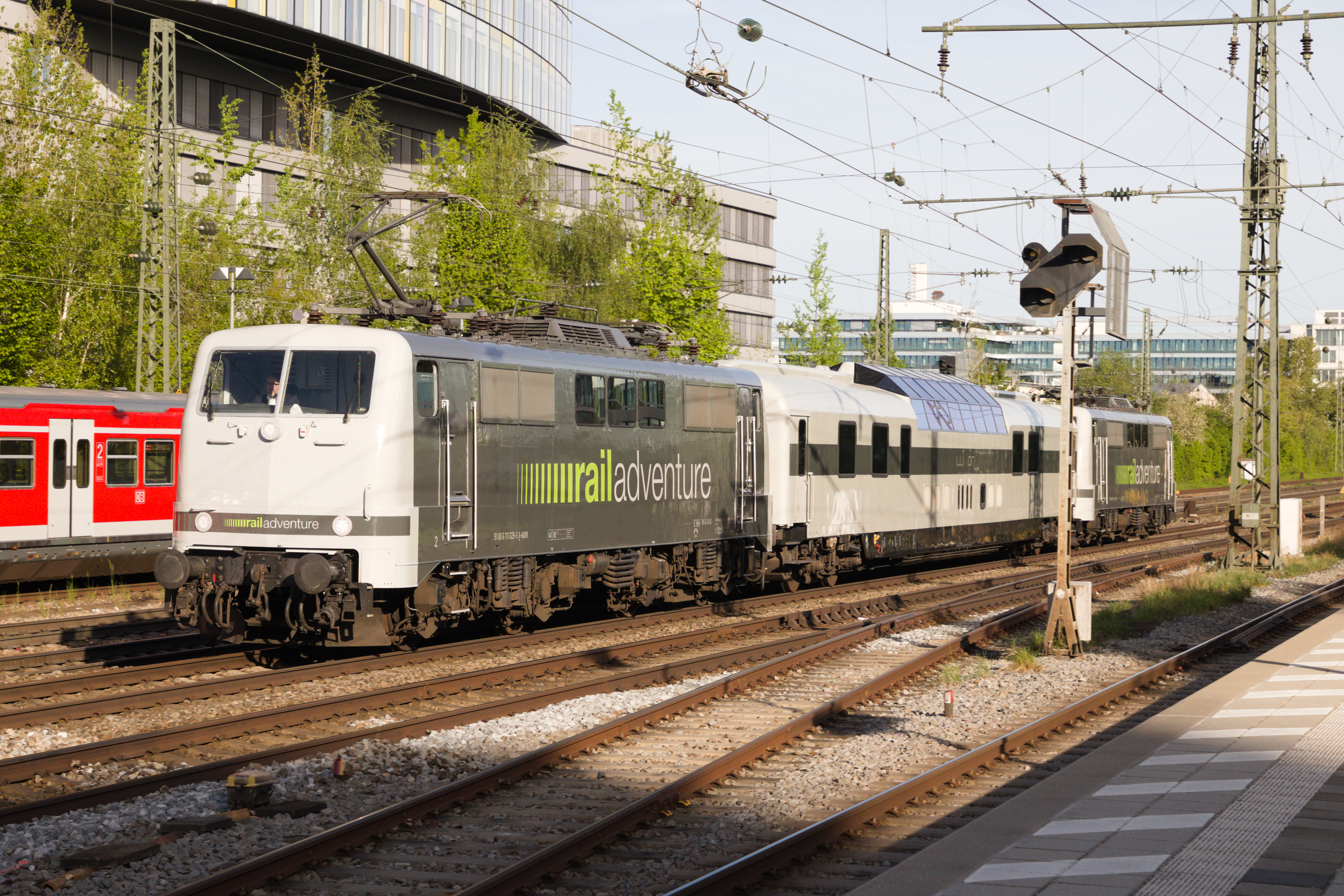
Lokomotiva řady 111 s vozem Luxon

Později RailAdventure začal pořízovat i modernější vozidla. V elektrické trakci jde zejména o stroje Siemens ES 64 U4. Prvním byla lokomotiva 183 500, která firma zakoupila v roce 2019 s určením pro přepravy mezi Německem, Českem a Polskem, v roce 2023 pak byla od italského dopravce InRail zakoupena lokomotiva téhož typu s označením 190 311. V motorové trakci firma rozšířila svou flotilu o lokomotivu typu Siemens ER20 č. 2016 902 a pro provoz mezi Německem a Francií pak jeden stroj typu Vossloh DE18.
Lokomotiva DE18 byla odebrána jako nová, i když byla původně objednána jiným subjektem. Prvním zcela nově objednaný strojem je elektrická lokomotiva Stadler EURO6000 pro napěťové soustavy 1,5 a 3 kV DC a 25 kV 50 Hz AC. Je určená především pro provoz ve Francii, ale bude možné ji rovněž provozovat v Belgii, Lucembursku a Španělsku. Lokomotiva byla objednána 9. května 2023 s dodáním do roku 2025.